# 第五套橫式新臺幣
| 舊臺幣及各套新臺幣概况 |
| ---------------------- |
| 舊臺幣                 |
| 第一套直式新臺幣       |
| 第二套直式新臺幣       |
| 第三套直式新臺幣       |
| 第四套直式新臺幣       |
| 金門馬祖大陳專用紙幣   |
| 第一套橫式新臺幣       |
| 第二套橫式新臺幣       |
| 第三套橫式新臺幣       |
| 第四套橫式新臺幣       |
| 第五套橫式新臺幣       |
| 新臺幣硬幣             |

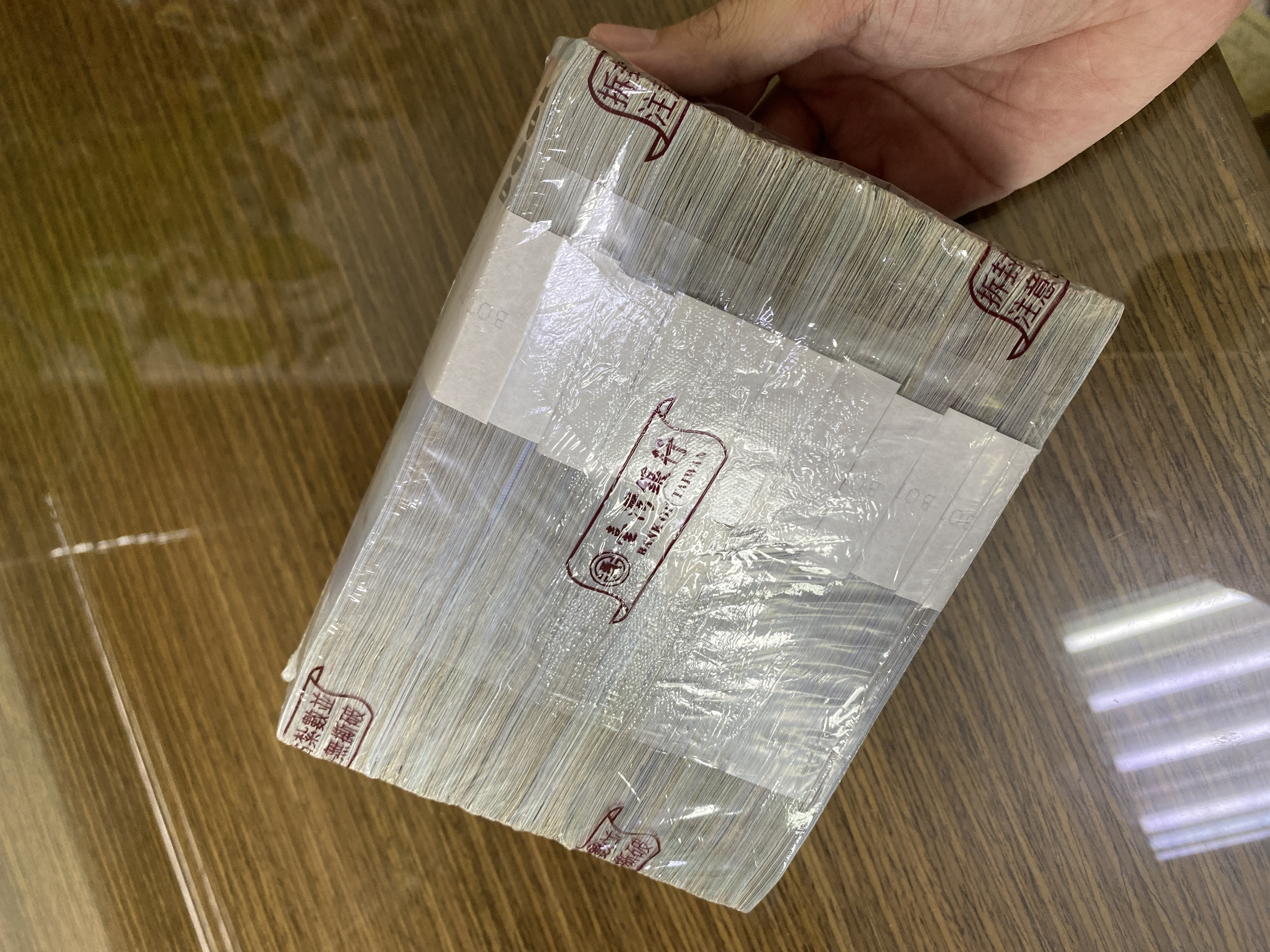
臺灣銀行包裝之新臺幣一百萬元

第五套橫式新臺幣（鈔券版）在1999年（民國88）於中央印製廠印製，2000年（民國89）7月開始發行流通。該版本為提升防偽特徵，增加機器辨識功能。結合歐洲式電腦構圖及美國式手工雕刻技藝。共有面額2,000元、1,000元、500元、200元及100元五種，唯面額2,000元券與200元券的使用率偏低。
第五套橫式新臺幣鈔券的特色是書寫方式由左至右的西化式中文書寫方式(貳拾圓及伍拾圓硬幣除外)，替代原本從由右至左的傳統中式書寫方式。而發行銀行亦自臺灣銀行改為中央銀行。面額100元及200元仍採用傳統設計，并保留政治人物肖像（正面為孫中山及圖片；背面為陽明山中山樓及總統府圖片）。面額500元、1,000元、2,000元则正面以體育、教育、科技為主軸，背面以台灣保育類動物及風景名勝為主景，水印為各種花卉。最為特別的是，面額1,000元與500元的人物的確真有其人，原型来自福星國小。千元券由於其肖像為四個學童（色彩清晰）之關係，常被台灣人戲稱其為「4個小朋友」，但實際上有「6個小朋友」在內（清晰畫面一旁左右各有一位使用天文望遠鏡與顯微鏡之學童（色彩較淺薄。但是，1999年（民國88）安一版的1,000元，卻是有7個小朋友（一旁左有二位使用天文望遠鏡），但於2004年（民國93）安二版則改為6個小朋友）
硬幣則是背面增加有盲人點及連續調隱藏字、圖。拾元硬幣則在2011年（民國100）版以後正面改換孫中山正面肖像圖案。年份顯示同样由传统中式书写方式改為由左至右的西化式中文書寫方式。此均為首次在新臺幣硬幣上使用。

## 各種面額的發行時間
| 圖案 | 說明 | 防偽特徵示意 |
|      | 貳仟圓（NT.$ 2,000）， 紫色調，（正面：以科技為主題，搭配「衛星」及「碟形天線」、「經貿大樓」圖像 / 背面：以本土景觀及生態保育為主題，搭配「南湖大山」及「櫻花鉤吻鮭」圖像）， 版別：安一版，年版：民國90年（2001年），鈔券尺寸（毫米）：165×70。 於民國91年（2002年）7月1日發行。 |              |
|      | 壹仟圓（NT.$ 1,000）， 藍色調，（正面：以教育為主題，搭配小學生上課圖像 / 背面：以臺灣景觀及生態保育為主題，搭配「玉山」、「帝雉」及「塔塔加薊」圖像）， 版別：安一版，年版：民國88年（1999年），鈔券尺寸（毫米）：160×70。 於民國89年（2000年）7月3日發行。                       |              |
|      | 伍佰圓（NT.$ 500）， 咖啡色調，（正面：以體育為主題，搭配少棒隊圖像 / 背面：以本土景觀及生態保育為主題，搭配「大霸尖山」及「梅花鹿」圖像）， 版別：安一版，年版：民國89年（2000年），鈔券尺寸（毫米）：155×70。 於民國89年（2000年）12月15日發行。                                 |              |
|      | 貳佰圓（NT.$ 200）， 綠色調，（正面：以「先總統 蔣公生活化坐像」為主題 / 背面：以「總統府」為主題， 版別：安一版，年版：民國90年（2001年），鈔券尺寸（毫米）：150×70。 於民國91年（2002年）1月2日發行。                                                                            |              |
|      | 壹佰圓（NT.$ 100）， 紅色調，（正面：以「國父生活化坐像」為主題 / 背面：以「中山樓」為主題， 版別：安一版，年版：民國89年（2000年），鈔券尺寸（毫米）：145×70。 於民國90年（2001年）7月2日發行。                                                                                   |              |
|      | 伍拾圓（NT.$ 50），民國91（2002）年4月26日發行。 |              |
|      | 貳拾圓（NT.$ 20），民國90（2001）年7月9日發行。 |              |
|      | 拾圓（NT.$ 10），民國100（2011）年1月11日發行。 |              |

## 詳細票面解釋

### 流通鈔票
| 第五套橫式新臺幣                                                             | 第五套橫式新臺幣      | 第五套橫式新臺幣 | 第五套橫式新臺幣 | 第五套橫式新臺幣                   | 第五套橫式新臺幣              | 第五套橫式新臺幣 | 第五套橫式新臺幣    | 第五套橫式新臺幣            | 第五套橫式新臺幣           | 第五套橫式新臺幣              |
| 圖像                                                                         | 面值                  | 尺寸 （公分）    | 主色調           | 圖像描述                           | 圖像描述                      | 圖像描述         | 日期                | 日期                        | 日期                       | 附註                          |
| 圖像                                                                         | 面值                  | 尺寸 （公分）    | 主色調           | 正面                               | 背面                          | 水印             | 首次印刷            | 發行                        | 停止流通                   | 附註                          |
| ---------------------------------------------------------------------------- | --------------------- | ---------------- | ---------------- | ---------------------------------- | ----------------------------- | ---------------- | ------------------- | --------------------------- | -------------------------- | ----------------------------- |
|                                                                              | 壹佰圓 （NT.$ 100）   | 14.5×7           | 紅色             | 國父孫中山先生 禮記禮運篇大同章    | 中山樓                        | 梅花和「100」    | 民國89年 （2000年） | 民國90年 （2001年）7月2日   |                            | 版別：安一版                  |
|                                                                              | 貳佰圓 （NT.$ 200）   | 15×7             | 綠色             | 蔣中正先生 土地改革和基層教育      | 總統府                        | 蘭花和「200」    | 民國90年 （2001年） | 民國91年 （2002年）1月2日   |                            | 版別：安一版                  |
|                                                                              | 伍佰圓 （NT.$ 500）   | 15.5×7           | 棕色             | 南王國小少棒隊 少年棒球            | 臺灣梅花鹿 大霸尖山           | 竹和「500」      | 民國89年 （2000年） | 民國89年 （2000年）12月15日 | 民國96年 （2007年）7月31日 | 版別：安一版 不具光影變化箔膜 |
|                                                                              | 伍佰圓 （NT.$ 500）   | 15.5×7           | 深棕色           | 南王國小少棒隊 少年棒球            | 臺灣梅花鹿 大霸尖山           | 竹和「500」      | 民國93年 （2004年） | 民國94年 （2005年）7月20日  |                            | 版別：安二版 具光影變化箔膜   |
|                                                                              | 壹仟圓 （NT.$ 1,000） | 16×7             | 藍色             | 小學 地理教育 六位小朋友           | 帝雉 玉山 阿里山日出 塔塔加薊 | 菊和「1000」     | 民國88年 （1999年） | 民國89年 （2000年）7月3日   | 民國96年 （2007年）7月31日 | 版別：安一版 不具光影變化箔膜 |
|                                                                              | 壹仟圓 （NT.$ 1,000） | 16×7             | 藍色             | 小學 地理教育 六位小朋友           | 帝雉 玉山 阿里山日出 塔塔加薊 | 菊和「1000」     | 民國93年 （2004年） | 民國94年 （2005年）7月20日  |                            | 版別：安二版 具光影變化箔膜   |
|                                                                              | 貳仟圓 （NT.$ 2,000） | 16.5×7           | 紫色             | 福爾摩沙衛星一號 與碟形天線組 科技 | 櫻花鉤吻鮭 南湖大山 松        | 松和「2000」     | 民國90年 （2001年） | 民國91年 （2002年）7月1日   |                            | 版別：安一版                  |
| 这些图片是以每1像素表示1毫米的比例显示的。对于表格的范本，请参阅纸币参数表。 |                       |                  |                  |                                    |                               |                  |                     |                             |                            |                               |

## 防偽特徵
第五套橫式新臺幣（鈔券版）主要有以下防偽特徵：
- 所有面額（100、200、500、1,000及2,000）皆有
  - 上下左右銜接圖紋
  - 盲人點
  - 固定花卉水印及白水印
  - 變色油墨
  - 正背面套印
  - 折光變色窗式安全線
  - 凹版印紋
  - 連續調隱藏字
  - 微小字
  - 隱性螢光纖維絲
- 部分面額採用
  - 光影變化箔膜（500元、1,000元及2,000元）
  - 金屬油墨（2,000元）
  - 螢光圖案（500元及1,000元）
  - 光影變化箔膜式安全線（500元及1,000元）

## 鈔券印製平均成本
- 壹佰圓鈔券為3.0元
- 貳佰圓鈔券為3.5元
- 伍佰圓鈔券為4.0元
- 壹仟圓鈔券為4.5元
- 貳仟圓鈔券為5.0元

## 改版
1,000元券及500元券於2005年7月20日再度局部改版（自安一版改為安二版），但差異不大。（除原1,000元的小朋友、教育主題部分圖像修改外）僅增加原先2,000元券才有的「光影變化箔膜」，安全線改為「光影變化箔膜式安全線」，還增加「螢光圖案」，都是為了遏止假鈔流通。另外亦將500元券刷色變得更深，以避免500元券及100元券兩者混淆。
| 圖案 | 說明 | 防偽特徵示意 |
|      | 改版壹仟圓（NT.$ 1,000）， 藍色調，（正面：以教育為主題，搭配小學生上課圖像 / 背面：以臺灣景觀及生態保育為主題，搭配「玉山」及「帝雉」圖像）， 版別：，年版：民國93年（2004年），鈔券尺寸（毫米）：160×70。 於民國94年（2005年）7月20日發行。           |              |
|      | 改版伍佰圓（NT.$ 500）， 深咖啡色調，（正面：以體育為主題，搭配少棒隊圖像 / 背面：以本土景觀及生態保育為主題，搭配「大霸尖山」及「梅花鹿」圖像）， 版別：安二版，年版：民國89年（2000年），鈔券尺寸（毫米）：155×70。 於民國94年（2005年）7月20日發行。 |              |

## 外部連結
- 新臺幣券、幣典藏寶庫（清朝至新臺幣時期）分類查詢 （页面存档备份，存于）中央銀行 民國109年（2020年）年7月8日補登
- 新臺幣券、幣典藏寶庫（清朝至新臺幣時期）典藏搜索 （页面存档备份，存于）中央銀行 券幣數位博物館 民國110年（2021年）1月7日補登

### 中央銀行新聞稿
- 新聞發布第075號(發行新臺幣貳仟圓券)（中央銀行新聞稿）中華民國91年5月7日發布
- 發行新版新臺幣壹仟圓券 （页面存档备份，存于）（中央銀行新聞稿）中華民國八十九年六月二十九日
- 新聞發佈第234號(發行新版伍佰元券)（中央銀行新聞稿）中華民國八十九年十二月十一日
- 新聞發布第245號(發行新臺幣二百元券)（中央銀行新聞稿）中華民國90年12月19日發布
- 新聞發布第121號(發行新版壹佰元券)（中央銀行新聞稿）中華民國九十年六月二十九日
- 新聞發布第046號(發行新版新臺幣伍拾圓幣)（中央銀行新聞稿）中華民國91年3月20日發布
- 發行新版新臺幣貳拾圓幣 （页面存档备份，存于）（中央銀行新聞稿）
- 發行新版新臺幣拾圓幣 （页面存档备份，存于）（中央銀行新聞稿）
- 發行新樣式新台幣伍佰圓、壹仟圓券 （页面存档备份，存于）（中央銀行新聞稿）

### 鈔票人物故事專題
- 千元鈔4個小朋友音樂女師拍的 （页面存档备份，存于），中國時報
- 鈔票上馬尾小妞 李思萱已是大學生 （页面存档备份，存于）
- 南王奪冠那一幕 五百元鈔永恆圖像 （页面存档备份，存于）
- 小將拋帽畫面 聯合報記者拍的
- 南王國小前校長：看到鈔票 就想起他們 （页面存档备份，存于）